# سندی هولو-اسکوندیداس، تگزاس
سندی هولو-اسکوندیداس (به انگلیسی: Sandy Hollow-Escondidas) یک منطقهٔ مسکونی در ایالات متحده آمریکا است که در شهرستان نویسس، تگزاس واقع شده‌است. سندی هولو-اسکوندیداس ۲۱٫۲ کیلومتر مربع مساحت و ۲۹۶ نفر جمعیت دارد.